# Adolph-Kolping-Denkmal (Köln)

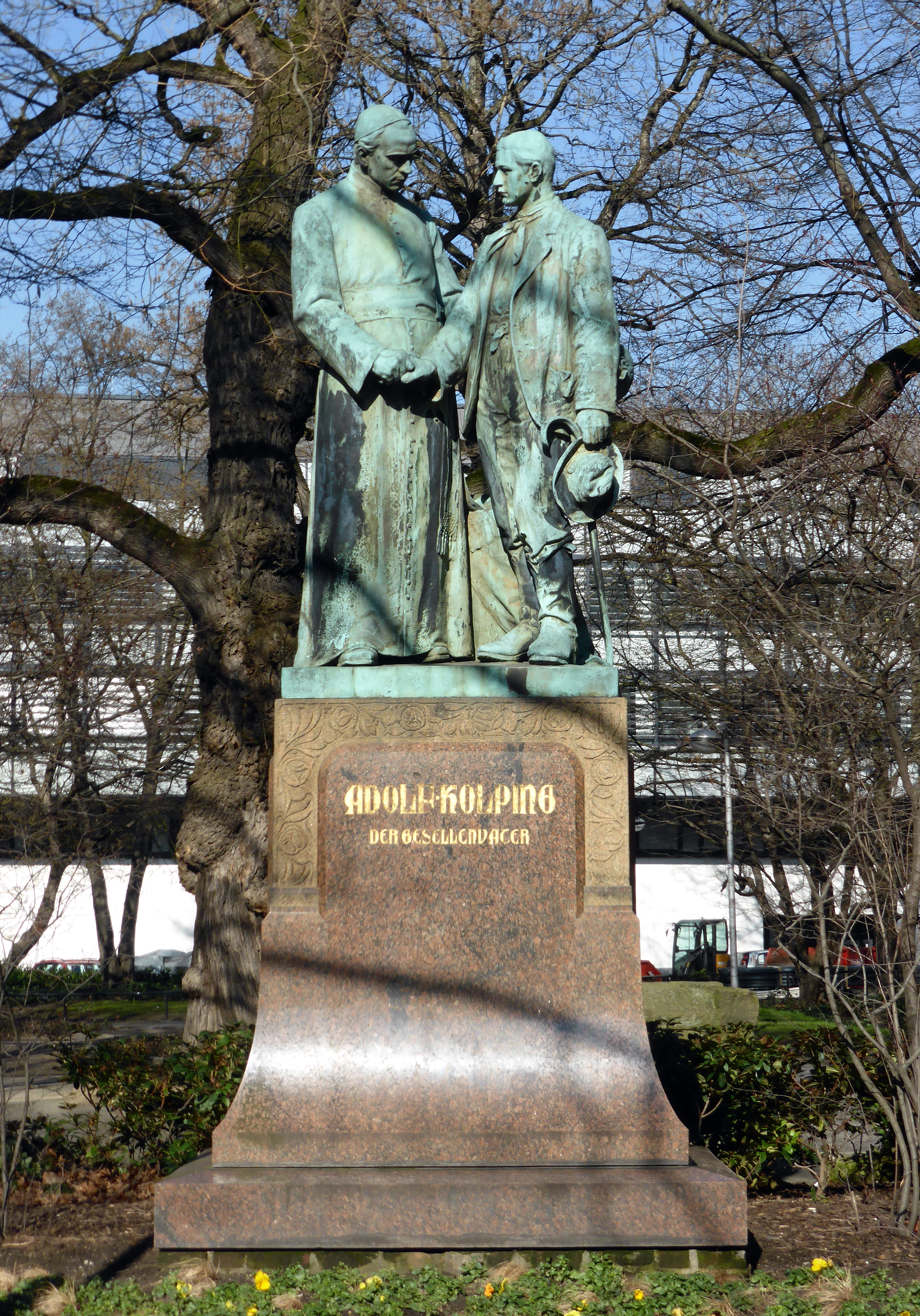
Adolph-Kolping-Denkmal, im Hintergrund das WDR-Funkhaus

Das Adolph-Kolping-Denkmal vor der Minoritenkirche am Kolpingplatz in Köln ist dem Gründer der katholischen Gesellenvereine, des heutigen Kolpingwerks, Adolph Kolping (1813–1865) gewidmet, der in der Minoritenkirche beigesetzt ist. Es steht seit 1980 auf der Kölner Denkmalliste.
Den Entwurf der Bronzeskulptur schuf der in München geborene und ausgebildete, ab 1894 in Köln lebende Bildhauer Johann Baptist Schreiner (1866–1935). Das aus Mitgliederspenden des Kolpingwerks finanzierte Denkmal wurde am 12. Juli 1903 feierlich enthüllt. Es zeigt auf einem Granitsockel in etwa anderthalbfacher Lebensgröße den Priester Adolph Kolping in Soutane, der einem auf die Wanderschaft gehenden Gesellen zum Abschied ernst und väterlich die Hand reicht. Damit weicht die Gestaltung bewusst von den damals in großer Zahl aufgestellten Einzelstatuen nationaler und kultureller Leitfiguren ab.
Die Inschrift auf dem Sockel lautet: „Adolf Kolping. Der Gesellenvater“.
Das Denkmal steht auf dem Platz zwischen der Minoritenkirche und dem Generalsekretariat des internationalen Kolpingswerks Kolping International, unweit des WDR-Funkhauses.